# Джерело нейтронів
Джерело нейтронів — це будь-який пристрій, який випромінює нейтрони, незалежно від механізму, який використовується для виробництва нейтронів. Джерела нейтронів використовуються у фізиці, техніці, медицині, ядерній зброї, розвідці нафти, біології, хімії та ядерній енергетиці.
Параметри джерела нейтронів включають енергію нейтронів, що випромінюються джерелом, швидкість нейтронів, випромінюваних джерелом, розмір джерела, вартість володіння та обслуговування джерела, а також державні норми, що стосуються джерела.

## Малі пристрої

### Спонтанний поділ
Деякі ізотопи зазнають спонтанного поділу з викидом нейтронів. Найпоширенішим джерелом спонтанного поділу є ізотоп каліфорній-252. 252Cf та всі інші джерела нейтронів спонтанного поділу отримують шляхом опромінення урану або трансуранових елементів в ядерному реакторі, де нейтрони поглинаються вихідним матеріалом та наступними продуктами реакції, перетворюючи вихідний матеріал в ізотоп зі спонтанним поділом. Джерела нейтронів на 252Cf зазвичай мають діаметр від 1/4 дюйма до 1/2 дюйма і довжину від 1 дюйма до 2 дюйма. Типове джерело нейтронів на 252Cf випромінює від 107 до 109 нейтронів за секунду, коли нове; але з періодом напіврозпаду 2,6 року вихід нейтронів зменшується вдвічі за 2,6 року. Типове джерело нейтронів 252Cf коштує від 15 000 до 20 000 доларів США.

### Альфа-радіоактивні ізотопи, змішані із легкими елементамм
Нейтрони утворюються, коли альфа-частинки потрапляють на будь-який із кількох легких ізотопів, включаючи ізотопи берилію, вуглецю або кисню. Таким чином, можна створити джерело нейтронів, змішавши альфа-випромінювач, такий як радій, полоній або америцій, з ізотопом з низькою атомною масою, зазвичай шляхом змішування порошків двох матеріалів. Такі джерела нейтронів зазвичай виробляють ~106–108 нейтронів за секунду. Альфа-берилієве джерело нейтронів може виробляти близько 30 нейтронів на 106 альфа-частинок. Термін корисного використання таких джерел залежить від періоду напіврозпаду радіоізотопу. Розмір і вартість цих джерел нейтронів можна порівняти з джерелами спонтанного поділу. Звичайними комбінаціями матеріалів є плутоній-берилій (PuBe), америцій-берилій (AmBe) або америцій-літій (AmLi).

### Радіоізотопи, які розпадаються з випромінюванням фотонів високої енергії, розташовані разом з берилієм або дейтерієм
Гамма-випромінювання з енергією, що перевищує енергію зв'язку нейтронів ядра, може викидати нейтрон (фотонейтрон). Два приклади реакцій:
- 9Be + >1,7 МеВ фотон → 1 нейтрон + 2 4He
- 2H (дейтерій) + >2,26 МеВ фотон → 1 нейтрон + 1H

### Генератори нейтронів із герметичною трубкою
Деякі генератори нейтронів на основі прискорювачів здійснюють зіткнення між пучками іонів дейтерію та/або тритію та мішенями з гідридів металів, які також містять ці ізотопи.

## Пристрої середнього розміру

### Пристрої плазмового фокусування таплазмовий пінч[en]
Джерело нейтронів на основі фокусу щільної плазми створює керований ядерний синтез, створюючи щільну плазму, всередині якої нагріває іонізований газоподібний дейтерій та/або тритій до температур, достатніх для термоядерного синтезу.

### Електростатичне утримання плазми
Пристрої електростатичного утримання, такі як фузор Farnsworth-Hirsch, використовують електричне поле для нагрівання плазми до умов термоядерного синтезу та виробництва нейтронів. Розроблено різноманітні застоування, від любителів хобі до комерційних застосувань, переважно в США.

### Прискорювачі легких іонів
Традиційні прискорювачі частинок з джерелами іонів водню (H), дейтерію (D) або тритію (T) можна використовувати для отримання нейтронів із використанням мішеней з дейтерію, тритію, літію, берилію та інших матеріалів із низьким значенням Z. Зазвичай ці прискорювачі працюють з енергією в діапазоні > 1 МеВ.

### Системи на основі фотонейтронів/фотоподілу з високоенергетичнимгальмівним випромінюванням
Нейтрони утворюються, коли фотони з енергією, що перевищує енергію ядерного зв'язку речовини, падають на цю речовину, викликаючи в неї гігантський дипольний резонанс, після чого вона або випускає нейтрон (фотонейтрон), або зазнає поділу (фотоподіл). Кількість нейтронів, що виділяються під час кожної події поділу, залежить від речовини. Зазвичай фотони починають виробляти нейтрони при взаємодії з нормальною речовиною з енергією приблизно від 7 до 40 МеВ, що означає, що установки променевої терапії, що використовують мегавольтні рентгенівські промені, також виробляють нейтрони, а деякі вимагають екранування від нейтронів. Крім того, електрони з енергією понад 50 МеВ можуть викликати гігантський дипольний резонанс в нуклідах за механізмом, зворотним внутрішній конверсії, і, таким чином, виробляють нейтрони за механізмом, подібним до фотонейтронів.

## Великі пристрої

### Реактори поділу ядра
Поділ ядра в реакторі виробляє дуже багато нейтронів і може використовуватися для різних цілей, включаючи виробництво електроенергії та експерименти. Дослідницькі реактори часто спеціально розроблені, щоб дозволити проведення експериментів у середовищі з високим потоком нейтронів.

### Системи ядерного синтезу
Ядерний синтез, синтез важких ізотопів водню, також має потенціал для утворення великої кількості нейтронів. Малі системи термоядерного синтезу існують для цілей досліджень плазми у багатьох університетах і лабораторіях по всьому світу. Також існує невелика кількість великомасштабних експериментів з термоядерного синтезу, включаючи Національний комплекс лазерних термоядерних реакцій у США, JET у Великій Британії, а незабаром експеримент ITER, який зараз будується у Франції. Жоден з них ще не використовується як джерело нейтронів.
Інерціальний синтез може виробляти на порядки більше нейтронів, ніж поділ ядра. Це може бути корисно для нейтронної радіографії, яку можна використовувати для визначення місцезнаходження атомів водню в структурах, вирішення теплового руху атомів і вивчення колективного збудження ядер ефективніше, ніж рентгенівське випромінювання.

### Прискорювачі частинок високої енергії
Джерело на реакціях сколювання є джерелом з великим потоком, в якому протони, які були прискорені до високих енергій, вражають ціль, викликаючи викид нейтронів. Найпотужніші в світі джерела нейтронів, як правило, ґрунтуються на реакціях сколювання, оскільки реактори поділу з високим потоком мають верхню межу вироблених нейтронів. Наразі European Spallation Source у Лунді, Швеція, будується, щоб стати найпотужнішим у світі імпульсним джерелом нейтронів середньої тривалості. Підкритичні ядерні реактори поділу пропонуються для використання у якості джерел нейтронів сколювання і можуть використовуватися як для ядерної трансмутації (наприклад, виробництва медичних радіонуклідів або синтезу дорогоцінних металів) і для виробництва електроенергії, оскільки енергія, необхідна для вироблення одного нейтрона сколювання (~30 МеВ на поточних рівнях технології), майже на порядок нижча, ніж енергія, що виділяється при поділі (~200 МеВ для більшості подільних актинідів).

## Нейтронний потік
Для більшості застосувань краще вищий нейтронний потік (оскільки це зменшує час, необхідний для проведення експерименту, отримання зображення тощо). Любительські термоядерні пристрої, такі як фузор, генерують лише близько 300 000 нейтронів в секунду. Комерційні фузори можуть генерувати близько 109 нейтронів на секунду, отже, корисний потік менше 105 н/(см² с). Великі пучки нейтронів у всьому світі досягають набагато більшого потоку. Джерела на основі реактора тепер виробляють 1015 n/(см² с), а джерела сколювання генерують > 1017 n/(см² с).